# 熊川宿

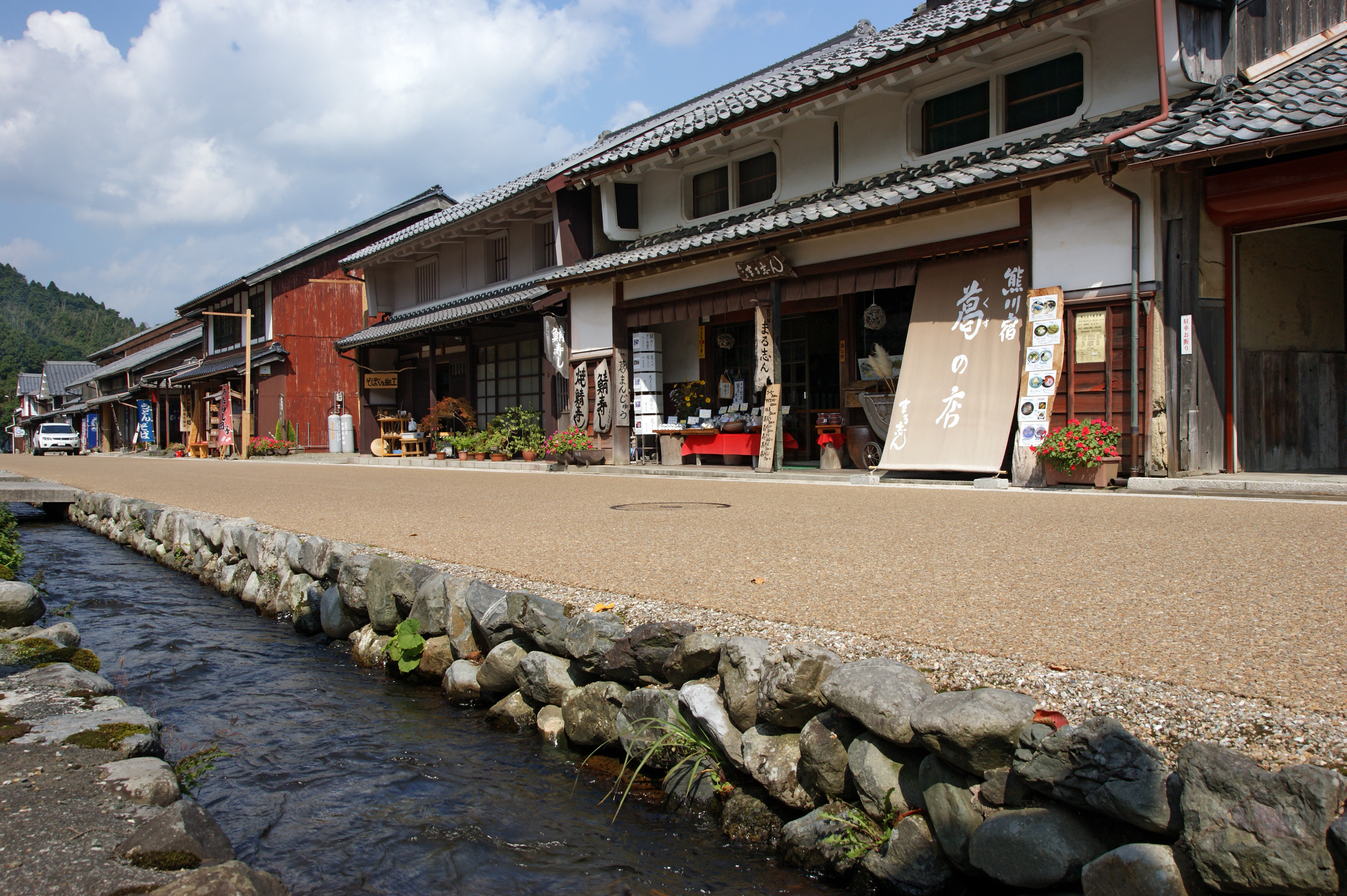
前川と鯖街道

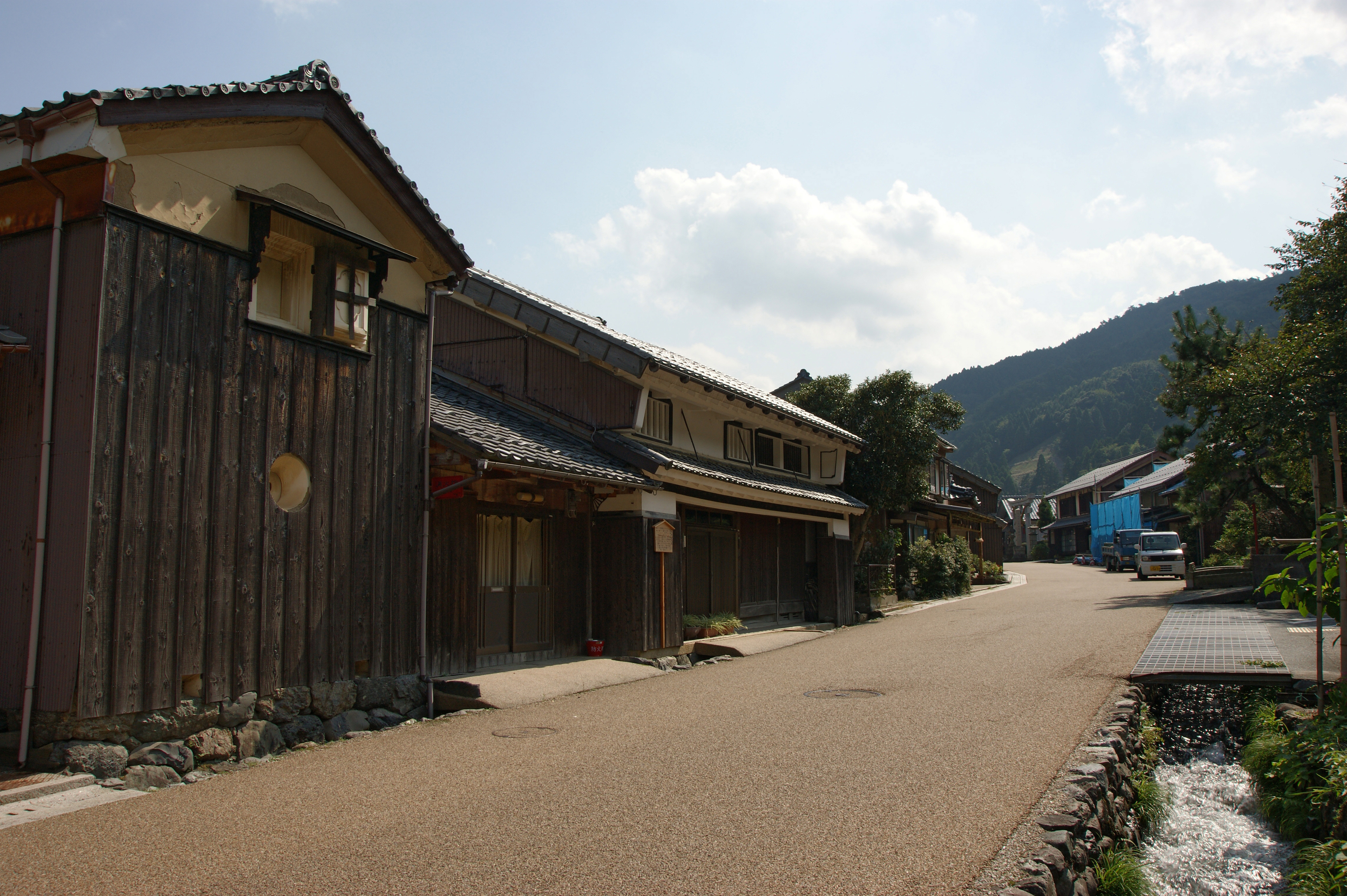
旧問屋 倉見屋

熊川宿（くまがわじゅく）は、福井県三方上中郡若狭町にある 若狭と京都を結ぶ旧鯖街道の宿場。若狭町熊川宿伝統的建造物群保存地区の名称で国の重要伝統的建造物群保存地区として選定されている。また、2015年4月24日、「海と都をつなぐ若狭の往来文化遺産群 - 御食国（みけつくに）若狭と鯖街道 - 」の構成文化財として日本遺産に認定される。

## 概要
室町時代に沼田氏が山城を築いた地にあり、1589年に小浜城主・浅野長政が近江と若狭を結ぶ鯖街道（若狭街道）の宿場町として整備した。熊川宿は近江との国境近く、小浜と今津のほぼ中間点に位置し、江戸時代を通して鯖街道随一の宿場町として繁栄した。
近代以降は鉄道の開通やモータリゼーションの影響で旧街道は衰退し、近年の戸数はピークである江戸時代中期の約半分になった。そのため当地域は再開発されることなく古い町並みが残り、1996年に重要伝統的建造物群保存地区として選定された。地区内には瓦葺き、真壁造または塗籠造の伝統的建築物が多数残る。また、旧街道に沿って前川という水量豊かな水路が流れ、石橋や「かわと」という水利施設などの工作物とともに歴史的景観を残している。
古建築を活用した資料館、食事処、喫茶店、雑貨店、また道の駅若狭熊川宿が開設され、さらに1998年に80年間途絶えていた祭り「てっせん踊り」が復活するなど、観光地として発展を始めている。

## 行事・祭事
- てっせん踊り - 10月中旬
- 熊川いっぷく時代村
- 白石神社例祭 - 5月3日。「山車」の巡行がある[2]。

## 施設

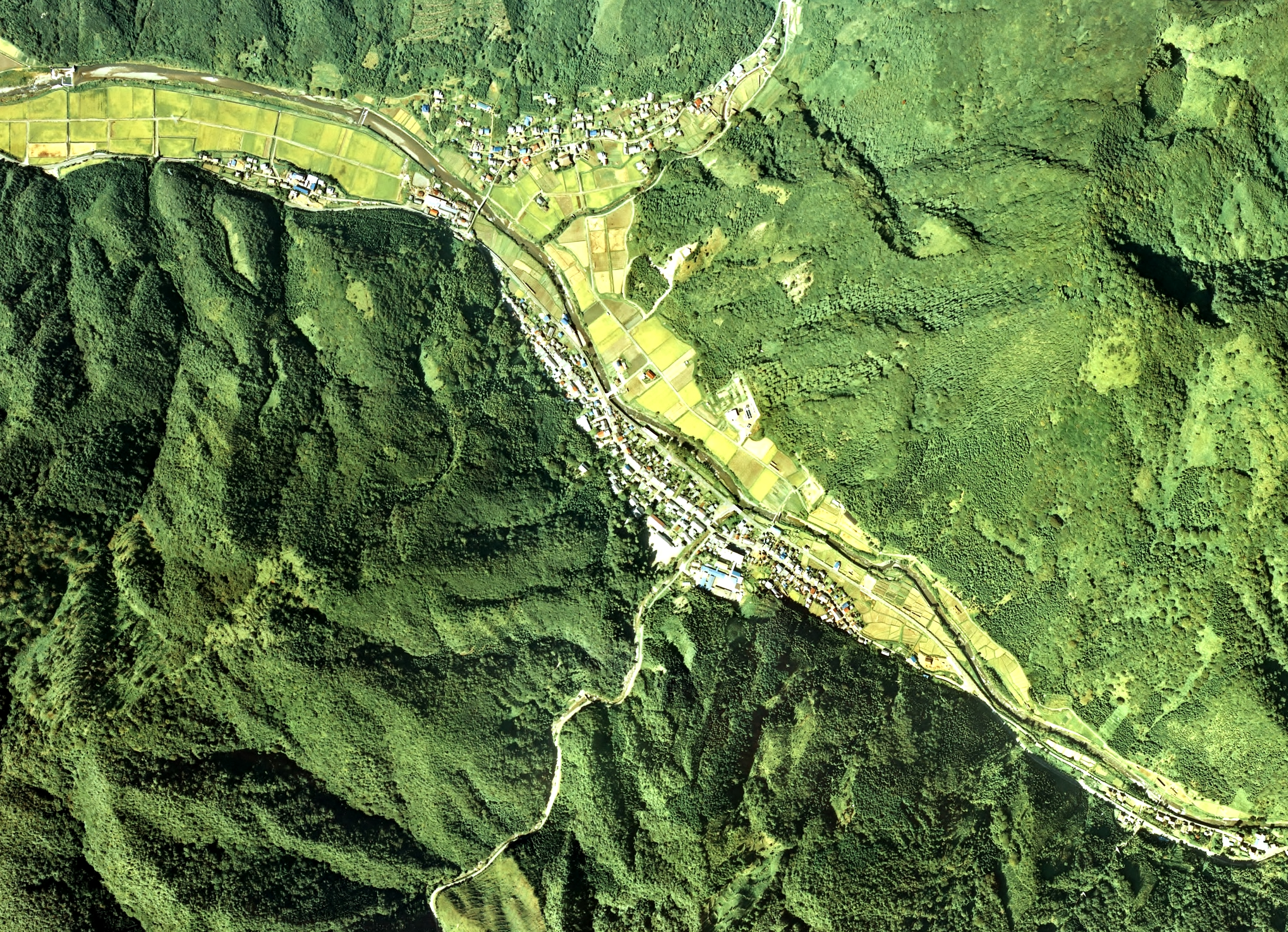
熊川宿付近の空中写真。画像中央付近が熊川宿。1975年撮影の2枚を合成作成。
。

- 前川 - 旧街道に沿って流れる水量豊富な水路。平成の名水百選。
- 若狭鯖街道熊川宿資料館宿場館 - 1940年に熊川村役場として建設された洋風建築。鯖街道と熊川宿に関する資料を展示する。
- 西口公園
- 孝子与七の碑
- 西山稲荷神社
- 松木神社 - 若狭の義民松木庄左衛門を祀る神社。境内に義民館（1935年建立）がある。
  - 松木公園
- 倉見屋 - 熊川宿最古級の町屋。主屋と土蔵からなり、平入の主屋は袖壁や卯建を備える。
- 得法寺 - 姉川の戦いのおりに徳川家康が滞在した寺で、「家康腰かけの松」が残る。
- 御蔵道
- 白石神社 - 祭神は、彦火々出見尊、白鬚明神、小浜藩主酒井忠勝、および山の神。旧村社。
- 覚成寺
- 菱屋（勢馬清兵衛家）
- 長屋道
- 旧逸見勘兵衛家住宅 - 主屋・土蔵・庭が若狭町指定文化財（1995年指定）、伊藤忠商事2代目社長・伊藤竹之助の生家。
- 中条橋 - 夜間ライトアップされる。
- 大岩（子守り岩）
- 権現神社
- 熊川番所 - 元の位置に現存する唯一の番所。
- 道の駅若狭熊川宿・四季彩館 - 特産品販売所、レストラン。
  - 熊川宿展示館 - 資料館と観光案内所を兼ねる。レンタサイクルあり。

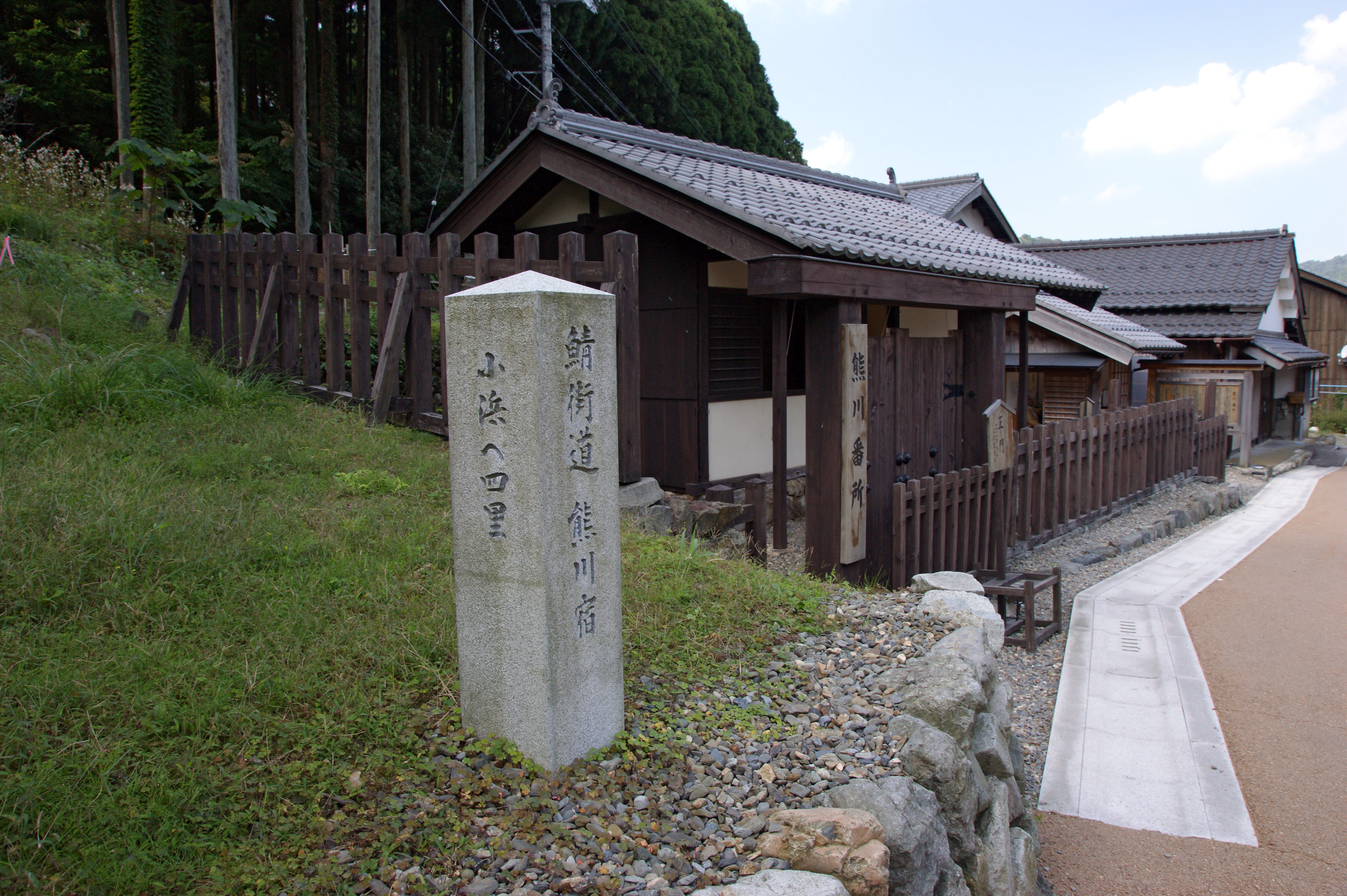
道標と熊川番所
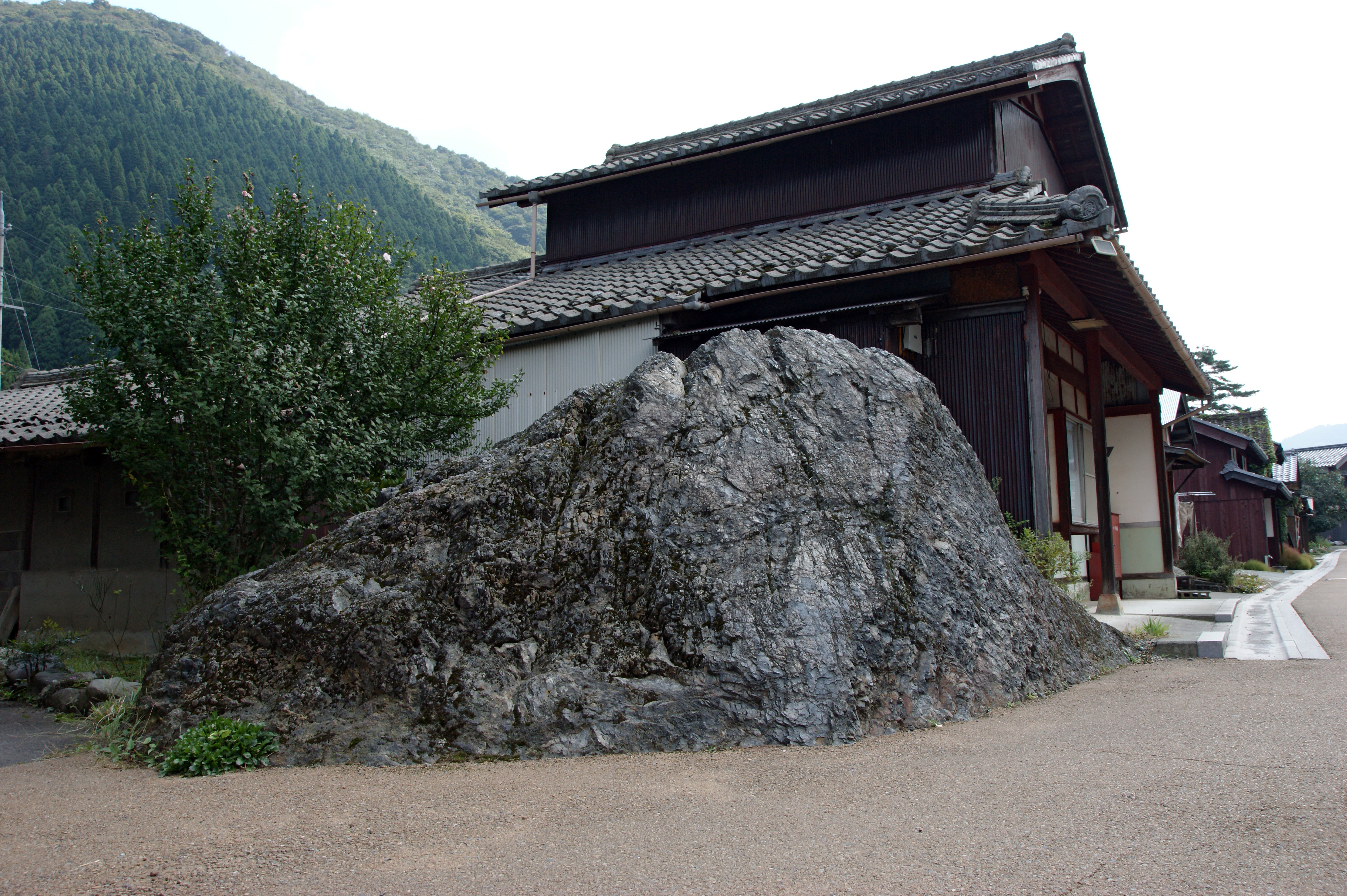
子守り岩
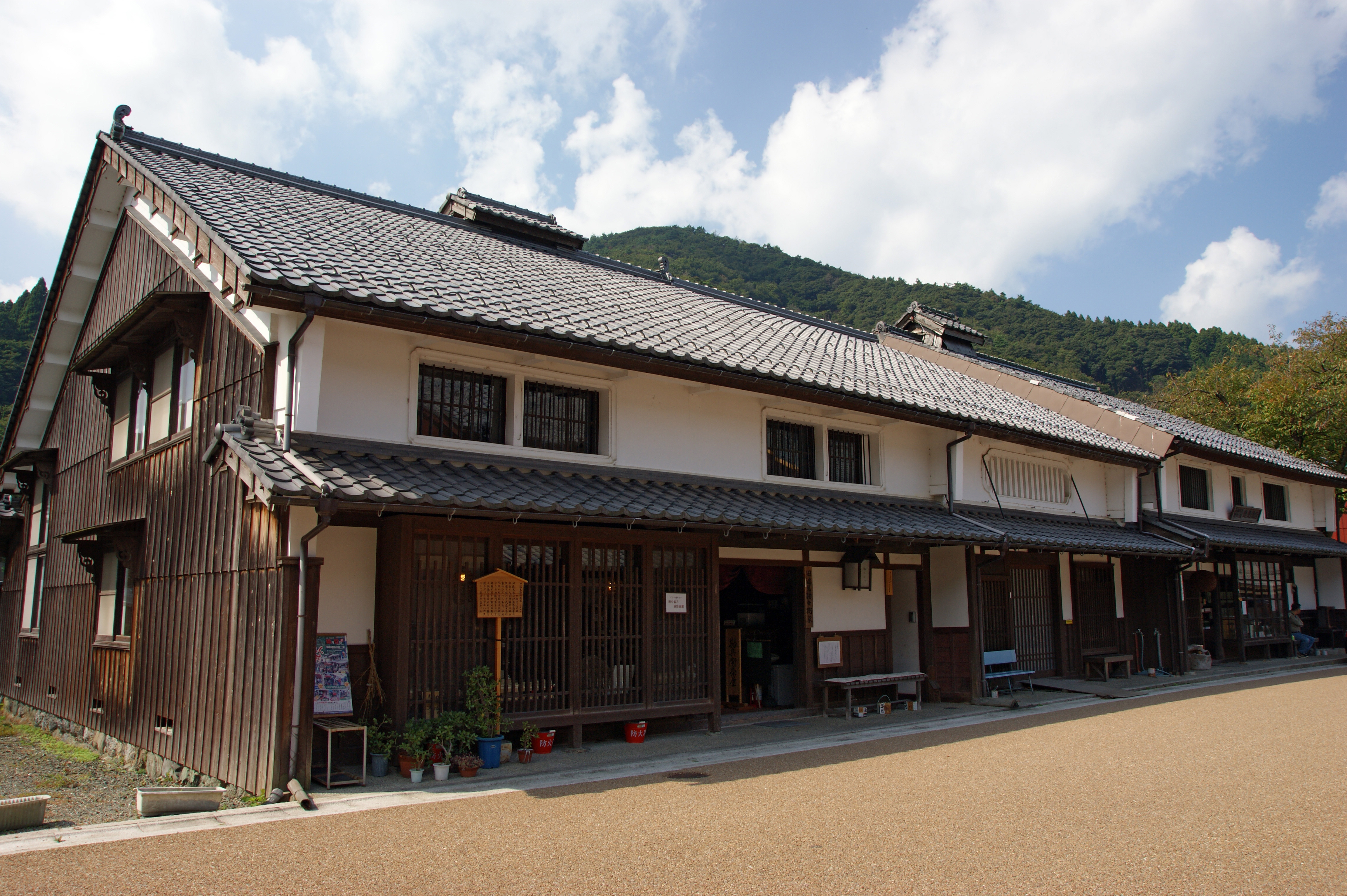
旧逸見勘兵衛家住宅
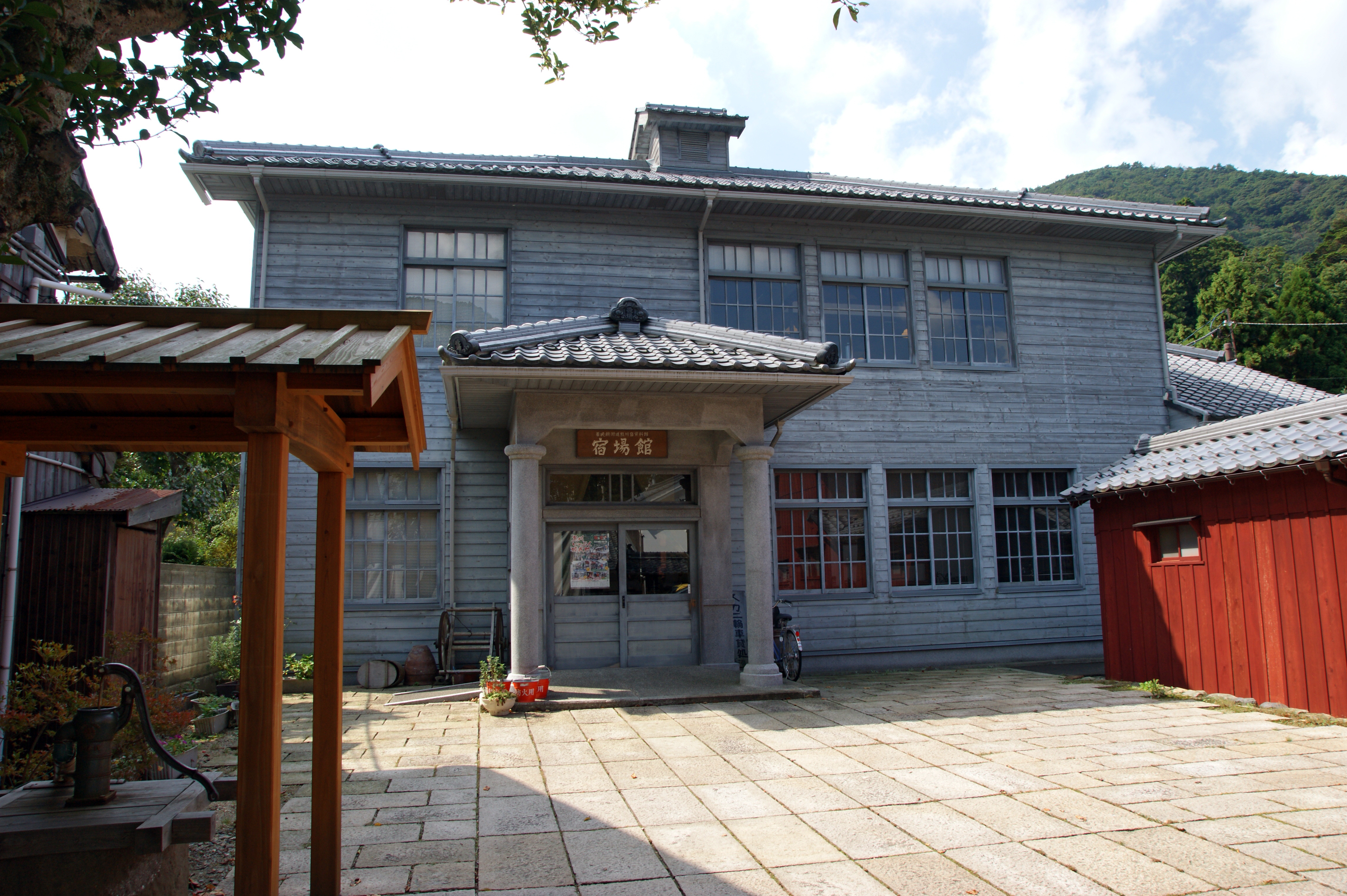
若狭鯖街道熊川宿資料館宿場館

## 重要伝統的建造物群保存地区基本データ
- 名称 - 若狭町熊川宿伝統的建造物群保存地区
- 種別 - 宿場町
- 面積 - 10.8ヘクタール
- 所在地 - 福井県三方上中郡若狭町熊川、新道
- 選定年月日 - 1996年7月9日

## 交通
- 湖西線 近江今津駅から西日本ジェイアールバス若江線で28分、 「橘町」下車徒歩3分
- 小浜線 上中駅から西日本ジェイアールバス若江線で10分、 「橘町」下車徒歩3分

なお「熊川宿」バス停は宿場の北端にある。